# Cordillera Claudio Gay
La cordillera Claudio Gay es un cordón de montañas que se levanta en el centro de la cordillera de los Andes a la latitud de Chañaral con alturas de hasta 5310 m. Se extiende de norte a sur al este de los salares de Pedernales y Maricunga en la Región de Atacama.: 221 
Lleva el nombre del naturalista francés Claudio Gay, autor de la primera carta geográfica general de Chile.